# 第四代反應堆
第四代反应炉（缩写：Gen IV）是一系列研究中的理论反应炉设计，其设计特征为：核能的可持续利用、经济性、安全与可靠性及防扩散与实物保护。世界核协会在2015年表示，一些核电站可能会在2030年之前投入商业运营。
第四代反应堆没有精确的定义。该术语指的是截至2000年左右正在开发的核反应堆技术，其设计旨在代表“核能的未来形态”，至少在当时是如此。选定的六种设计分别是：气冷快堆（GFR）、铅冷快堆（LFR）、熔盐反应堆（MSR）、钠冷快堆（SFR）、超临界水冷反应堆（SCWR）和超高温反应堆（VHTR）。
高温气冷堆技术方案的石岛湾核电站已经于2023年12月实现并网发电， 为全世界第一座投入商业运营的第四代核电厂 。目前商转中的反应炉大多是第二代反应堆、以及只有十几个第三代反应炉（2014年），绝大部分的第一代系统已退役。

## 概念提出

### 第四代核能系统国际论坛（GIF）
2000年1月，由美国的能源部发起并约请阿根廷、巴西、加拿大、法国、日本、大韩民国、南非和英国等九个国家的政府代表开会讨论，并就通过国际合作开发新一代核能技术方面取得了共识。同年7月，上述九个有意发展核能的国家签署《GIF宪章》，共同成立致力于研究和发展第四代核能系统的政府间国际组织：第四代核能系统国际论坛（Generation IV International Forum，缩写为GIF）。
2002年，瑞士签署加入。2003年，欧洲原子能共同体加入。2006年，中华人民共和国、俄罗斯加入。2016年，澳大利亚加入论坛。但是因阿根廷和巴西尚未签署《第四代核能系统研究和开发国际合作框架协定》加入书，属不活跃成员。

#### 中华人民共和国的加入
经中国国务院批准，科技部原部长徐冠华于2006年11月代表中华人民共和国政府签署了GIF《宪章》，2007年11月杨洁篪外长签署了《第四代核能系统研究和开发国际合作框架协定》加入书。2008年10月和2009年3月，中国分别加入了高温气冷堆和钠冷快堆两个系统安排。后经国务院批复，2011年6月科技部原部长万钢签字同意无限期延长GIF《宪章》有效期。
2019年10月18日，中国科学院核能安全技术研究所吴宜灿所长代表中方在山东威海签署加入铅冷快堆系统合作的备忘录。GIF主席Hideki Kae、铅冷快堆系统主席Alessandro Alemberti，以及国际原子能机构（IAEA）、经合组织核能署（OECD/NEA）、国家原子能机构（CAEA）和GIF各成员国代表均有参会。

## 反应炉类型
截止至2018年7月，GIF初步确定六种候选堆型。以中子能量作区分：3种热中子反应堆与3种快中子反应炉。
其中热中子家族的高温气冷堆（VHTR）也是一种具潜力的高效产氢方式，可显着降低燃料电池成本，提高氢能源载具的普及度。也可供应廉价高品质蒸汽。快反应炉也是一种增殖反应炉则是能将长半衰期的锕系元素烧掉，减少核废料，同时增加更多核燃料。
| 类型                 | 中子运作形式 | 冷却剂      | 运作温度（°C） | 燃料循环  | 发电量（MW）                    | 试验原型（含未完工） |
| -------------------- | ------------ | ----------- | -------------- | --------- | ------------------------------- | --- |
| 超高温气冷堆（VHTR） | 热中子       | 氦          | 900–1000       | 开放式    | - 250–300                       | - 日本原子能研究开发机构 （高温工学炉） - 清华大学 （HTR-10） - 中核建设集团（石岛湾核电站、徐圩核能供热发电站） - X-energy公司（未公开案）                                                                                                  |
| 超临界水堆（SCWR）   | 热/快中子    | 水          | 510–625        | 开/封皆可 | - 300–700 - 1000–1500           | |
| 钠冷快堆（SFR）      | 快中子       | 钠          | 550            | 封闭式    | - 30–150 - 300–1500 - 1000–2000 | - 比尔盖兹 -泰瑞能源炉 （TWR） - 东芝 （东芝4S） - 奇异-日立联盟核电 （棱镜号反应炉） - 中国实验快堆、中核集团（霞浦核电站CFR600、CFR1000）                                                                                                  |
| 气冷快堆（GFR）      | 快中子       | 氦          | 850            | 封闭式    | - 1200                          | |
| 铅冷快堆（LFR）      | 快中子       | 铅          | 480–800        | 封闭式    | - 20–180 - 300–1200 - 600–1000  | |
| 熔盐堆（MSR）        | 热/快中子    | 氟化物/熔盐 | 700–800        | 封闭式    | - 250 - 1000                    | - Moltex能源有限公司（稳定盐反应炉） - Flibe能源公司 （LFTR） - Thorium科技公司 （富士熔盐炉） - Terrestrial能源公司 （移动式熔盐炉 IMSR） - Transatomic公司（未公开案） - Southern公司（未公开案） - 中国科学院上海应用物理研究所钍基熔盐堆 |
| 双液流反应堆（DFR）  | 快中子       | 铅          | 1000           | 封闭式    | - 500-1500                      | Institute for Solid-State Nuclear Physics |

## 热中子型

### 超高温反应炉（VHTR）
超高温反应炉（缩写：VHTR）的设计概念是运用石墨作为减速剂、一次性铀燃料循环、氦气或熔盐作为冷却剂。此设计设想出水口温度可达1000°C，炉心则可采燃料束或球床式。借由热化学的硫碘循环，反应炉高温可用于产热或产氢制程。超高温反应炉也具有非能动安全特性，天然具有不可能发生核灾的安全度。

超高温反应炉（VHTR）

第一个实验性VHTR在南非建成南非球床模组反应炉，但已于2010年2月停止挹注资金。成本提高与难以突破的技术困难，使投资人与消费者踌躇不前。但2010年后中国认为技术已经突破，先建成10兆瓦高温气冷实验堆之后迅速于石岛湾核电站开建商用模组，石岛湾核电站已经于2021年9月12日成功临界，2021年12月20日并网发电，已经于2022年12月9日实现双堆商业运行。2022年9月6日，东华能源发布公告，与中国核工业集团有限公司全面深化战略合作伙伴关系，同推进高温气冷堆项目。2023年12月6日，由中国建造的高温气冷堆核电站华能山东石岛湾核电站正式投入商业运行，成为全球首座第四代核电站。

### 超临界水反应炉（SCWR）

超临界水反应炉（SCWR）

超临界水反应炉（缩写：SCWR）使用超临界水作为工作流体。SCWR是以轻水反应炉（LWR）为基础，运作于高温高压环境，采取直接、一次性循环。最初的设想是：采取如同沸水反应炉（BWR）的直接循环。但在改用超临界水作为工作流体后，水便为单一相态，类似压水反应炉（PWR）。SCWR的可运作温度比BWR与PWR还高。
由于SCWR具有较高的热效率与简单的设计结构，成为倍受关注的新式核反应炉系统。目前SCWR主要目标是降低发电成本。
SCWR是以两种科技为基础进一步发展而成：轻水反应炉与超临界蒸气锅炉。前者是世界上大部分商转中的反应炉类型；后者也是常用的蒸汽锅炉类别。

## 快中子型

### 气冷式快反应炉（GFR）

气冷式快反应炉（GFR）

气冷式快反应炉（缩写：GFR）是种快中子反应炉。利用快中子、封闭式核燃料循环对增殖性材料进行高效核转换，并控制锕系元素核分裂产物。使用出口温度850°C的氦气冷却，送入直接布雷顿循环的封闭循环气涡轮发电。许多新式核燃料能确保运作于高温中，并控制核分裂产物产出：混和陶瓷燃料、先进燃料微粒或锕系化合物陶瓷护套燃料。炉心燃料会以针状、盘状集束或柱状分布。

### 钠冷式快反应炉（SFR）

钠冷式快反应炉（SFR）

钠冷式快反应炉（缩写：SFR）是以另两种反应炉：液体金属快中子增殖反应炉与一体化快反应炉为基础延伸而来。
SFR的目的是增加铀滋生钸的效率和减少超铀元素同位素的累积。反应炉设计一个未减速的快中子炉心将长半衰期超铀元素同位素消耗掉，并会在反应炉过热时中断连锁反应，属于一种非能动安全系统。
SFR设计概念是以液态钠冷却、钸铀合金为燃料。燃料装入铁护套中，并于护套层填入液态钠，再组合成燃料束。这种燃料处理方式所遇到的挑战是钠的活性问题，因为钠与水接触会产生爆炸燃烧。然而，使用液态金属（如钠钾合金）取代水作为冷却剂可以减低这种风险。另有一种新型行波反应炉（TWR）的钠冷概念开始被讨论，可以利用各种废核料运转甚至自己的废核料，使开动后上百年自行运作，但科技复杂度造成从未有人建造过，实践性尚在研究。
在2014年，中国首座钠冷快中子反应堆，中国实验快堆12月15日17时首次达到100％功率，18日17时实现满功率稳定运行72小时。其主要工艺参数和安全性能指标达到设计要求。

### 铅冷式快反应炉（LFR）

铅冷式快反应炉（LFR）

铅冷式快反应炉（缩写：LFR）是一种以液态铅或铅铋共晶冷却的反应炉设计，采封闭式核燃料循环，燃料周期长。单一炉心功率约50至150百万瓦，模组可达300至400百万瓦，整座电厂则约1200百万瓦。核燃料是增殖性铀与超铀元素的金属或氮化物合金。LFR以自然热对流冷却，冷却剂出口温度约550°C至800°C。也可利用反应炉高温进行热化学反应产氢。

## 熔盐型

熔盐反应炉（MSR）

### 熔盐反应炉（MSR）
熔盐反应炉（缩写：MSR）是一种反应炉类型，其冷却剂甚至是燃料本身皆是熔盐混和物。这有许多不同细部设计的延伸型，目前也已建造了几个实验原型炉。最初和目前广泛采用的概念，是核燃料溶于氟化物中形成金属盐类，如：四氟化铀和四氟化钍。当燃料熔盐流体流入以石墨减速的炉心内时，会达到临界质量。现行大部分设计是将熔盐燃料均匀分散在石墨基体中，提供低压、高温的冷却方式。
有一种液態氟化釷反應爐（LFTR）是一种热滋生钍燃料发电，舍弃铀矿使用钍熔盐作钍燃料循环，可在常压下达到高运作温度，此新式观念已在世界上引起关注。
甘肃武威的液态燃料钍基熔盐实验堆（TMSR-LF1）于2018年开工建设，2021年主体完工，2023年6月7日中国国家核安全局颁发了该反应堆的运行许可，准许其进行装料、调试和试运行。同年10月11日，TMSR-LF1首次达到临界状态。2024年6月17日，TMSR-LF1实现满功率运行。

## 优点与缺点
相对于现行核电厂技术，第四代反应炉有以下优点：
- 核废料仍有放射性，但半衰期已从数百万年降至数百年。[25]
- 使用新式设计后，同样数量的核燃料多产出100至300倍的能量。[26]
- 可利用现有核废料产电。
- 大幅改善运转安全性。

一种无法预测的问题是当操作员对新式反应炉运作不熟悉时，可能会有较高风险。核工程师大卫·洛克博姆认为大部份的核事故都是这样造成的，他说：「我们无法模拟操作员会犯怎样的错误」。美国某研究实验室主任说：「生产、建造、维护新式核电厂会面临新的学习问题，也许技术证明可行，但人类却会犯错」。
另一种特殊风险可能会发生在钠冷式快反应炉上，因为钠与水接触会产生爆炸，修缮输水管线会变得非常危险。为了改善这个问题，可在修缮时使用氩气避免钠被氧化，但却可能造成工人缺氧窒息。日本的文殊增殖反应炉有测试过相关问题的解决方案。

## 抗辐射材料
第四代裂变反应器的研发引发了人们对新兴抗辐射材料的浓厚兴趣。结构材料和燃料包壳对于延长核电厂的运作寿命和安全性至关重要。自从高熵合金被发现以来，这些材料已作为下一代核电厂结构材料已被深入研究。化学性质复杂的合金和陶瓷（参见高熵氧化物），例如高熵碳化物陶瓷，由于其独特的电子特性和原子级异质性，具有更高的抗辐射性。化学无序和局部晶格畸变被认为是提高抗辐射性的机制，同时也提高了强度，使其能够承受远高于第四代反应器相对较高的运行温度。实验证明，高熵合金和陶瓷具有较低的辐照诱导膨胀率，能够抑制空洞形成和随后的氦泡生长，并最大限度地减少其他辐照硬化和脆化效应。
高熵材料，特别是高熵陶瓷，尽管作为下一代核反应器材料极具前景，但仍处于起步阶段。这些材料固有的化学复杂性为设计和性能改进提供了无限的可能性，但也使设计路径变得复杂。在与反应器应用相关的时间尺度上，对抗辐照性和蠕变强度的研究有限，限制了高熵材料的规模化生产。有必要对奈米级材料特性有更深入的了解；因此，这些材料在第四代或第五代反应器规模化生产之前，可能需要进行大量的研究和开发。正在进行的基础材料层面的研究包括：晶界原子级偏析、缺陷迁移速率、更大时间尺度下的抗辐照性，以及与第三代反应器结构材料中常用的标准铁素体不锈钢-马氏体钢相比，对脆化和其他材料失效点的进一步表征。

## 外部连结
- 爱达荷州国家实验室的研究 （页面存档备份，存于）
- 国际第四代反应炉论坛 （页面存档备份，存于）
- 美国能源部核能技术与科学办公室
- 第四代反应炉简报
- 科学或科幻，核能的未来 （页面存档备份，存于）
- Gail H. Marcus. . Mechanical Engineering (the magazine of ASME). December 2011  [2012-01-23]. （原始内容存档于2012-03-18）. "In the wake of a severe plant accident, advanced reactor designs are getting renewed attention."